# Accrochage
Pour le terme minier, voir Accrochage (mine).
Dans le milieu de l'art, l'accrochage est la manière d'installer les œuvres à exposer dans l'espace dévolu par la galerie d'art ou l'exposition. L'accrochage est donc avant tout une mise en scène.
Dans le jargon du milieu de l'art, l'« accrochage archéologique » désigne le respect de l'accrochage d'origine d'une collection même s'il ne répond pas aux critères de la scénographie actuelle. C'est le cas notamment du Musée Jacquemart-André.

## Ouvrages spécialisés
- Accrochage et perception des œuvres, Atsuko Kawashima, Hana Gottesdiener, Publics et Musées, janvier-juin 1998, n°13, p. 149-171, lire en ligne sur la base Persée, www.persee.fr.